# Komulansaari
Komulansaari är en ö i Finland. Den ligger i sjön Kivijärvi och i kommunen Kuhmo i den ekonomiska regionen  Kehys-Kainuu  och landskapet Kajanaland, i den centrala delen av landet, 500 km nordost om huvudstaden Helsingfors. Öns area är 0,2 hektar och dess största längd är 140 meter i öst-västlig riktning.